# Paulie Pennino
Paul «Paulie» Pennino fue un personaje creado por Sylvester Stallone para la película Rocky producida en 1976, e interpretado por Burt Young.
Es uno que, al igual que el personaje de Rocky Balboa y el de Tony «Duke» Evers —el exentrenador de Apollo Creed y posteriormente del Potro Italiano—, ha aparecido en todas las entregas de la saga fílmica.

## Descripción
Paulie es el mejor amigo de Rocky y el hermano mayor de Adrianna. En la segunda entrega, se convierte en el cuñado del "Potro Italiano". Trabaja la mayoría de las veces en una empaquetadora de carne y en forma esporádica como second de Rocky en sus combates. Paulie siente una gran amistad, pero solamente hacia Rocky, pues es una persona que no acepta la compañía de otra por ser un hombre egoísta, aprovechador, ebrio, pendenciero, negativo y la mayoría de las veces, amargado; sin embargo, Rocky le considera su amigo porque, a pesar de todo, también es una persona que ha estado siempre a su lado para apoyarlo y siente cariño y preocupación por su hermana Adrian y su cuñado y amigo, aunque tenga una manera muy peculiar de demostrarlo. En la escena donde arroja el pavo al callejón y habla con Rocky se puede observar un portarretrato donde se lo ve con un traje aparentemente de oficial de la Marina, siendo en teoría su oficio en el pasado.
No obstante, el hecho de que haya estado siempre tan cerca de Rocky, le hace una pieza fundamental en su círculo. Son bastantes los momentos negativos de Paulie, pero aunque sus buenas acciones quizá sean menos visibles o mejor dicho, menos apreciables por el ojo humano, hay de decir que no carece de buenas acciones, para con su gran amigo y cuñado. Entre otras cosas, él fue quien consiguió que pudiera entrenar en la empaquetadora de carne donde él trabajaba y cuando las cosas le iban mal económicamente a Rocky, le consiguió trabajo. También le acompañó, no solamente al lado del ring en su esquina haciendo de second en sus múltiples combates, sino que también le ayudó en sus entrenamientos, acompañándole a Los Ángeles para poder prepararse para su segundo enfrentamiento ante Clubber Lang o a la gélida Rusia, en un lugar apartado de la civilización y aunque Paulie se quejaba sistemáticamente por todo, él siempre estaba a su lado. Además también se jugó el pellejo en más de una ocasión por su cuñado, como al subirse al ring para hacer frente a Thunderlips cuando Rocky estaba siendo acabado por el luchador o cuando Tommy Gunn fue a provocar a Rocky, poniéndose delante y ganándose un golpe del nuevo campeón. Además, sabemos que nunca se sintió orgulloso del trato que dio a su hermana Adrian, tal como se lo reconoció a su cuñado en la ruta anual que hacían juntos recordando a la fallecida hermana y esposa de ambos en la sexta entrega.
Paulie muere en 2012 por lo que no sale en Creed. Su causa de muerte nunca se especifica, aunque se cree que podría ser por su alcoholismo.

## Apariciones en la saga
- Rocky, (1976)
- Rocky II, (1979)
- Rocky III, (1982)
- Rocky IV, (1985)
- Rocky V, (1990)
- Rocky Balboa, (2006)